# Bünsdorf
Bünsdorf település Németországban, Schleswig-Holstein tartományban. Lakosainak száma 636 fő (2023. december 31.).

## Népesség
A település népességének változása:
| Lakosok száma | 339  | 624  | 617  | 620  | 610  | 616  | 636  |
|               | 1975 | 2014 | 2017 | 2019 | 2021 | 2022 | 2023 |